# Ericaphis lilii
Ericaphis lilii är en insektsart som först beskrevs av Mason, P.W. 1940.  Ericaphis lilii ingår i släktet Ericaphis och familjen långrörsbladlöss. Inga underarter finns listade i Catalogue of Life.